# 紀鯖麻呂
紀 鯖麻呂（き の さばまろ）は、奈良時代の貴族。名は佐婆麻呂とも記される。官位は正五位上・尾張守。

## 経歴
天平宝字8年（764年）藤原仲麻呂の乱終結後まもなく、従五位下・和泉守に叙任される。翌天平神護元年（765年）従五位上に叙せられ、神護景雲2年（768年）美濃員外介に遷る。
光仁朝でも、宝亀2年（771年）豊後守と引き続き地方官を務める。宝亀7年（776年）木工頭に遷ると、宝亀10年（779年）大炊頭と光仁朝後半は京官を歴任し、光仁朝末の宝亀11年（780年）正五位下に昇叙される。また、天応元年（781年）光仁天皇の崩御にあたっては、御装束司を務めた。
桓武朝の延暦3年（784年）正五位上・尾張守に至る。

## 官歴
『続日本紀』による。
- 時期不詳：正六位上
- 天平宝字8年（764年） 10月7日：従五位下。10月10日：和泉守
- 天平神護元年（765年） 閏10月3日：従五位上
- 神護景雲2年（768年） 7月1日：美濃員外介
- 宝亀元年（770年） 12月28日：美濃員外介
- 宝亀2年（771年） 7月23日：豊後守
- 宝亀7年（776年） 3月9日：木工頭
- 宝亀10年（779年） 11月28日：大炊頭
- 宝亀11年（780年） 6月28日：正五位下
- 天応元年（781年） 12月23日：御装束司（光仁天皇崩御）
- 延暦3年（784年） 正月7日：正五位上。3月14日：尾張守